# Netcat
netcat, 또는 줄여서 nc는 TCP 또는 UDP를 사용하여 네트워크 연결을 읽거나 기록하는 컴퓨터 네트워킹 유틸리티이다. 이 명령어는 의존 가능한 백엔드로 설계되어 있으며 다른 프로그램이나 스크립트에 의해 직접 사용되거나 쉽게 구동할 수 있다. 동시에 기능이 풍부한 네트워크 디버깅 및 탐색 도구이다.

## 같이 보기
- 유닉스 명령어 목록
- Nmap
- OpenSSL
- 텔넷
- PuTTY